# Pietro Archiati
Pietro Archiati (Capriano del Colle, 1º giugno 1944 – Germania, 26 febbraio 2022) è stato un filosofo, scrittore e editore italiano, cultore dell'antroposofia.

## Biografia
Nasce nella provincia di Brescia in una famiglia di contadini, di cui è il quarto di dieci figli. All'età di 10 anni entra in una scuola conventuale di un piccolo ordine missionario (gli «Oblati di Maria Immacolata») vicino Treviso, e poi a Firenze.
Dopo il diploma di maturità classica, studia teologia e filosofia all'Università Gregoriana di Roma, e successivamente alla statale Ludwig Maximilian di Monaco di Baviera.
Dal 1968 al 1970 lavora come insegnante di scuola elementare in Laos durante la guerra del Vietnam. Dal 1974 al 1976 serve come sacerdote religioso a New York, in cui è attivo tra l'altro nel movimento cattolico «Marriage Encounter».
A causa di una raucedine dovuta a problemi alla tiroide, gli viene concesso di trascorrere tre anni di eremitaggio sul lago di Como. Qui, nel 1977, scopre gli scritti di Rudolf Steiner, che fino ad allora gli era completamente sconosciuto.
(Pietro Archiati, Dalla mia vita, 2002)
La scienza spirituale antroposofica diventa così la grande passione della sua vita. Dal 1981 al 1985 viene mandato come docente in un seminario in Sudafrica durante gli ultimi anni della segregazione razziale. 
La sua conversione all'antroposofia porta tuttavia ad una crescente tensione con la Chiesa cattolica, all'interno della quale egli realizza infine che il suo lavoro non è più possibile.
Dal 1987 si rende così indipendente da qualsiasi istituzione, e si trasferisce in Germania dove inizia a operare come autore e relatore autonomo, tenendo conferenze e seminari per gli anni successivi. I suoi libri vengono tradotti in diverse lingue. Dal 2004 pubblica, insieme all'editrice Monika Grimm, scritti e conferenze di Rudolf Steiner per la Archiati Verlag, dal 2012 divenuta Verlag Rudolf Steiner, mentre in Italia dà vita alla Archiati Edizioni e al sito liberaconoscenza.it.
Le sue opere, oltre che le prefazioni e postfazioni ai volumi steineriani da lui curati, esprimono il tentativo di costruire un ponte tra l'antroposofia e il mondo dell'attualità. Nel suo lavoro editoriale, ad esempio, Archiati ha fatto spesso sostituire termini steineriani ritenuti anacronistici o fonte di malintesi, come «tipo corporeo» invece di razza, «Spirito del Sole» al posto di Cristo, ecc.
Convinto che l'era dell'antroposofia debba ancora venire, ha così inteso aggiornarne il linguaggio, e per diffondere il più possibile gli scritti di Steiner, i cui diritti degli eredi sono scaduti nel 1995, rimuovere gli ostacoli alla loro fruizione, rinunciando talora alla proprietà intellettuale delle sue stesse opere, contrario a monetizzazioni che limitino il libero accesso alla cultura.

## Opere
- Erneuertes Christentum und Wiederverkörperung, Verlag Freies Geistesleben, Stoccarda 1996
- Jahrtausendwende – Menschheit wohin?, Verlag Freies Geistesleben, Stoccarda 1997
- Christentum oder Christus?, Verlag am Goetheanum, Dornach 1995
- Die Weltreligionen. Wege des Menschen zu sich selbst, Verlag am Goetheanum, Dornach 1997
- Die Überwindung des Rassismus durch die Geisteswissenschaft Rudolf Steiners, Verlag am Goetheanum, Dornach 1997
- Was ist Reinkarnation und Karma?, Verlag am Goetheanum, Dornach 1998
- Macht oder Menschlichkeit – Geld und Geist in der Weltwirtschaft, DreiEins Verlag, Bielefeld 2000
- Wie wird Weihnachten wieder echt? (lezioni registrate su 5 CD di audiolibri), Archiati Vlg., Bad Liebenzell 2011
- Mit Engeln und Verstorbenen leben. Die Menschheit an der Schwelle zum Geist, Archiati Vlg., Bad Liebenzell 2011
- Islam und Christentum. Eine herausfordernde Liebesbeziehung, Archiati Vlg., Bad Liebenzell 2006
- Kunstwerk Biografie. Eine Entdeckungsreise durch den Lebenslauf des Menschen, Archiati Vlg., Monaco 2006
- Aus meinem Leben. Meine Erfahrung mit Kirche und Anthroposophie, Archiati Vlg., Monaco 2004
- Geisteswissenschaft im 3. Jahrtausend - Anlässlich der Erscheinung von SKA Band 5, Rudolf Steiner Ausgaben, Bad Liebenzell 2013
- Der Intellektualismus und die Anthroposophie. Eine Einführung in die Geisteswissenschaft Rudolf Steiners, Rudolf Steiner Ausgaben, Bad Liebenzell, 4ª edizione ampliata, 2014
- Das Geheimnis der Liebe: Die Logik des Herzens ist anders, Rudolf Steiner Ausgaben, Bad Liebenzell 2016

### In italiano
- Uomo moderno, malato immaginario? Paura, aggressività, depressione, 1996
- Dal cristianesimo al Cristo, 1997
- Giuda in paradiso, 1998
- Al di là di ogni razzismo, 1998
- Rudolf Steiner: chi era costui?, 1999
- Dalla mia vita. La mia esperienza con la Chiesa e l'Antroposofia, 2002
- Le speranze di un'umanità suicida, 2002
- Le chiavi della vita. Per capirne il senso, i ritmi nascosti, il futuro, 2002
- Scena e retroscena della situazione mondiale, 2003
- Vivere con gli angeli e con i morti, 2003
- Giuda ritorna, 2004
- Maschere di Dio, volti dell'uomo: le grandi religioni, vie di ogni uomo verso l'umano, 2004
- Segni dei tempi. All'alba di un nuovo millennio, 2005
- Uomo e denaro. L'arte di riaccodare ogni giorno talenti e bisogni, 2005
- L'odissea: il cammino di ogni uomo, 2005
- Economia e vita: solidali sulla via della libertà, 2005
- L'umanità, una sola famiglia: scienza dello spirito per superare ogni ostilità, 2005
- Libertà senza frontiere. La filosofia della libertà di Rudolf Steiner, 2007
- La forza della positività. In tempi di sfide a misura d'uomo, 2007
- Arrivederci alla prossima vita. La questione della reincarnazione nella società occidentale, 2008
- Il pensiero, via maestra alla felicità, 2008
- La religiosità innata del bambino, 2009
- La percezione. Un inganno da superare, 2009
- La vita dopo la morte, 2009
- L'uomo e il male. Un mistero di libertà, 2009
- Il destino che ho, la libertà che cerco. Due misteri, due forze, due ideali, 2009
- Qual è l'origine e il valore del pensare?, 2009
- La verità unisce gli uomini. Seminario della filosofia della libertà, 2009
- L'Apocalisse di Giovanni. Presente e futuro dell'umanità, 2009
- Natale. Candore dell'animo, 2009
- Nel principio era il Logos. La luce del pensare che spiega il creato, 2009
- Mi ami tu più di costoro? Amore del corpo, dell'anima, dello spirito, 2009
- La signora Holle. La fiaba: immagini per crescere, 2009
- L'arte dell'incontro. Ascoltare per capire, capire per amare, 2010
- Cammini dell'anima. La realtà dello spirito nella vita di oggi, 2013
- Io sono il pane della vita. L'esperienza dell'io nutre e vivifica l'io, 2013
- Equilibrio interiore. L'arte di mediare fra gli estremi, 2014
- Il mistero dell'amore, 2016
- Voi siete dèi! L'uomo in cammino. Il quinto vangelo, fonte di tutti i vangeli, 2016
- L'eterno femminile. Iside, Maria, Beatrice: volti immortali dell'anima umana, 2017
- Angeli e morti ci parlano, 2020
- La tua biografia. Un capolavoro in cerca del suo autore, 2021
- L'uomo e la terra. Un'antica amicizia, un destino comune, 2021

Conferenze
- Il significato dell'evento del Cristo per il sociale, anni 90
- La fiaba, 1992
- Cristianesimo e reincarnazione, 1994
- I dodici sensi, in relazione alla pedagogia, 1994
- Il mistero della Trinità nel Cristianesimo, 1994
- Libertà e Cristianesimo, 1994
- I grandi segni dei tempi alla fine del millennio, 1995
- Il rapporto uomo-donna, 2010
- La libertà dell'uomo creatore, 2011
- Che cosa mi rende sano? Che cosa mi fa ammalare?, 2013
- Il segreto della forza interiore, 2013